# 3DCGツクール
3DCGツクール (旧称CGツクール3D)は、エンターブレインの発売していた3DCGソフトウェアであり、ツクールシリーズの一つである。MIRAGE Systemを基にしていたため、ログイン版ミラージュとも呼ばれていた。このページでは、基となったMIRAGE Systemについても記す。

## 歴史

### サイクロンExpress
アンス・コンサルタンツ製のレイトレーシングレンダラー。
- サイクロンExpress - Sharp X68000用
- サイクロンExpressα 68 - Sharp X68000用
- サイクロンExpressα 98 - NEC PC-9800シリーズ用
- サイクロンExpressα TOWNS - FM TOWNS用

### MIRAGE System
MIRAGE Systemは、A社のサイクロンの開発者が開発し、メディックスが販売する3DCGソフトウェアであった。このソフトウェアは、3DCGツクールの基となった。
- MIRAGE System Model Stuff
- MIRAGE System Model Stuff 2
- MIRAGE System Attribute Stuff
- MIRAGE System for Windows
- MIRAGE System for Windows Ver.2
- MIRAGE System Plier

### 3DCGツクール
- 1992年11月 CGツクール3D ログイン版ミラージュ[2] - PC-9801用
- 1995年6月 CGツクール3D II ログイン版ミラージュ Ver.2[2]
- 1996年2月 CGツクール3D for Windows[2]
- 1998年8月 3DCGツクール95[2]

## 参考書籍
- 『マイコンBASICマガジン 1993年8月号』
- 『マイコンBASICマガジン 1994年11月号』
- 『マイコンBASICマガジン 1996年3月号』